# Schönenfelder Wettern

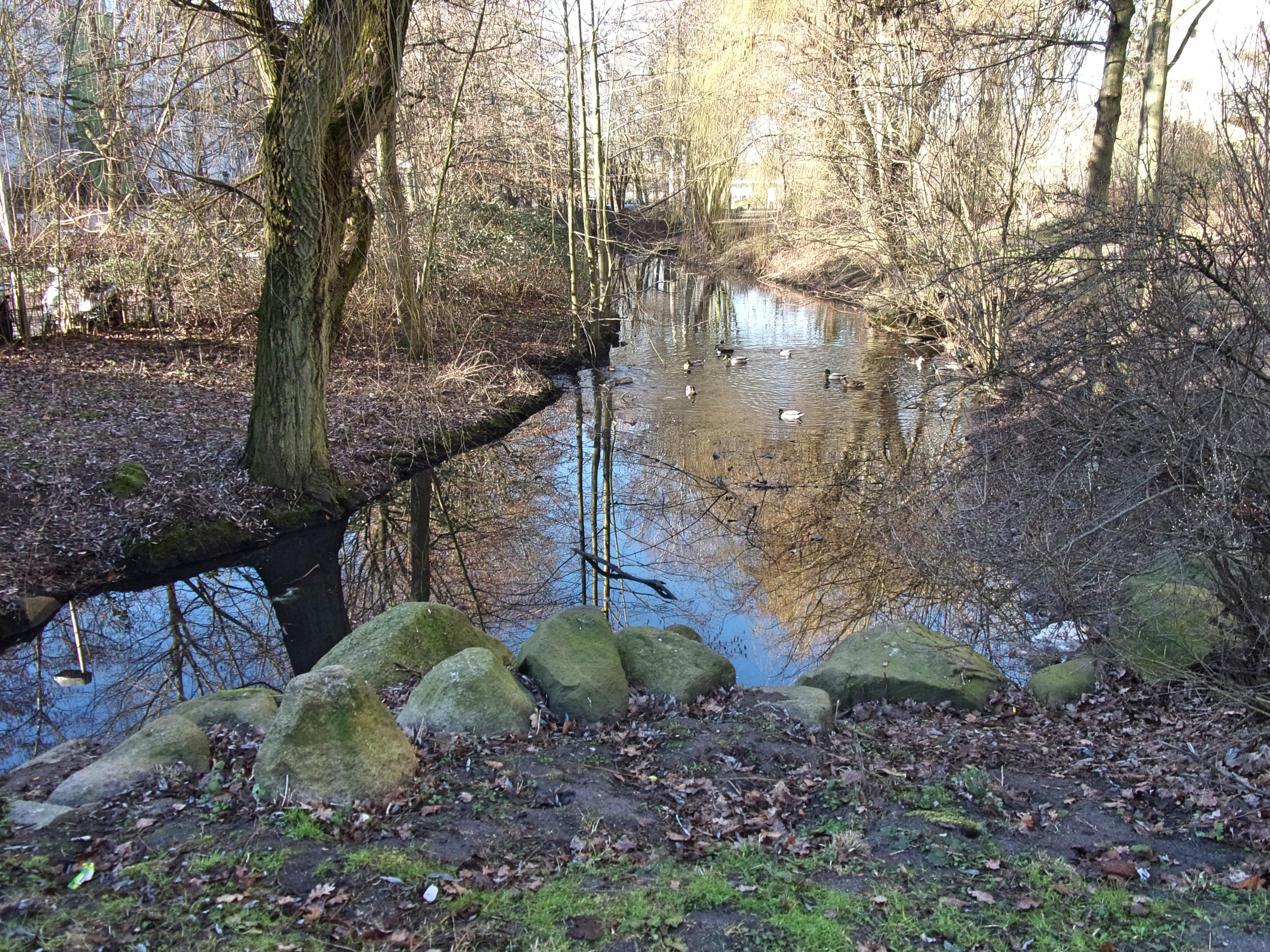
An der Wittestraße

Die Schönenfelder Wettern ist eine Wettern in Hamburg-Wilhelmsburg. Sie verbindet den Graben Bahnhofsviertel mit der Mühlenwettern und ist über diese mit der Wilhelmsburger Dove Elbe verbunden.

## Verlauf

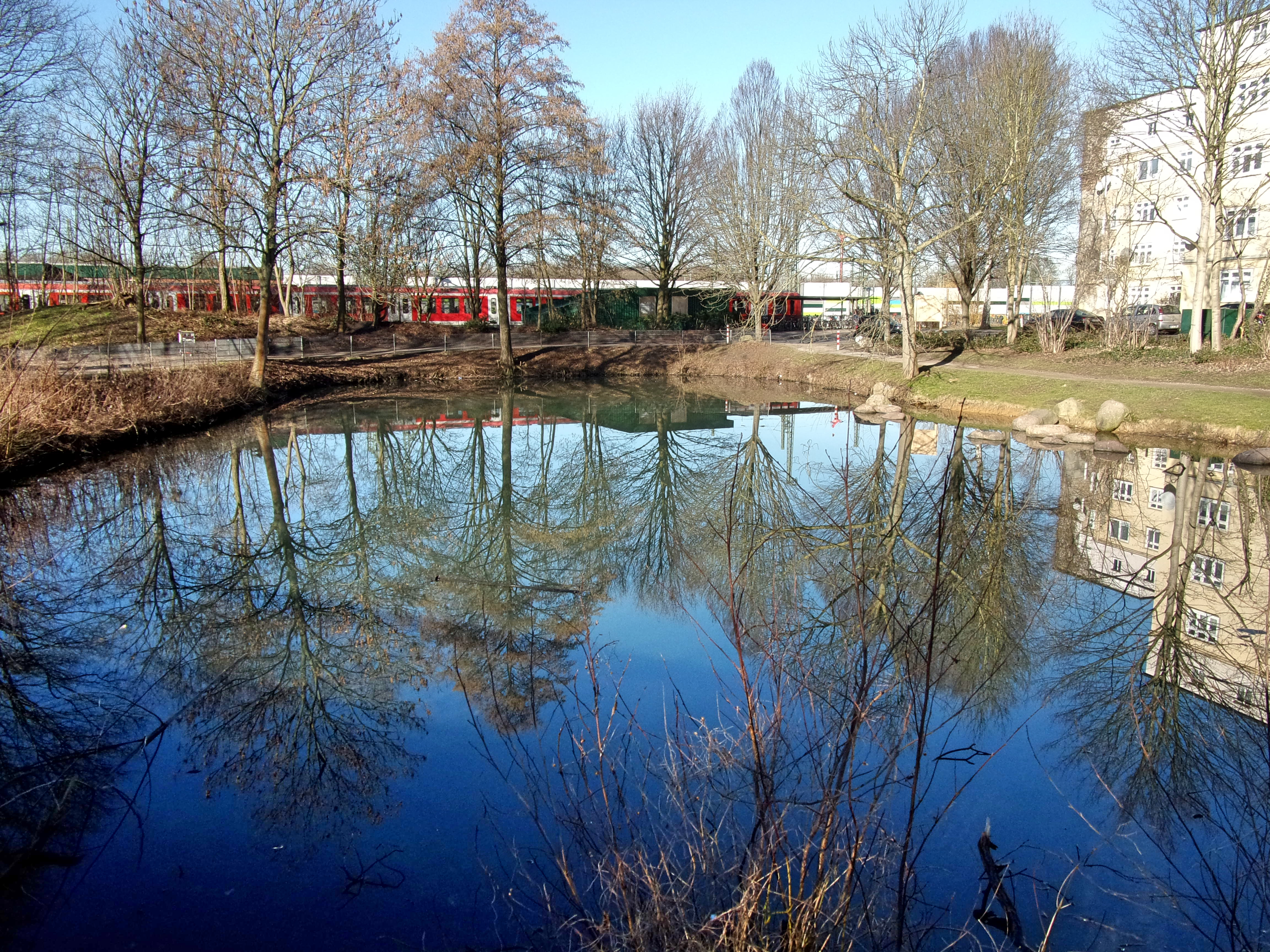
Teich der Schönenfelder Wettern

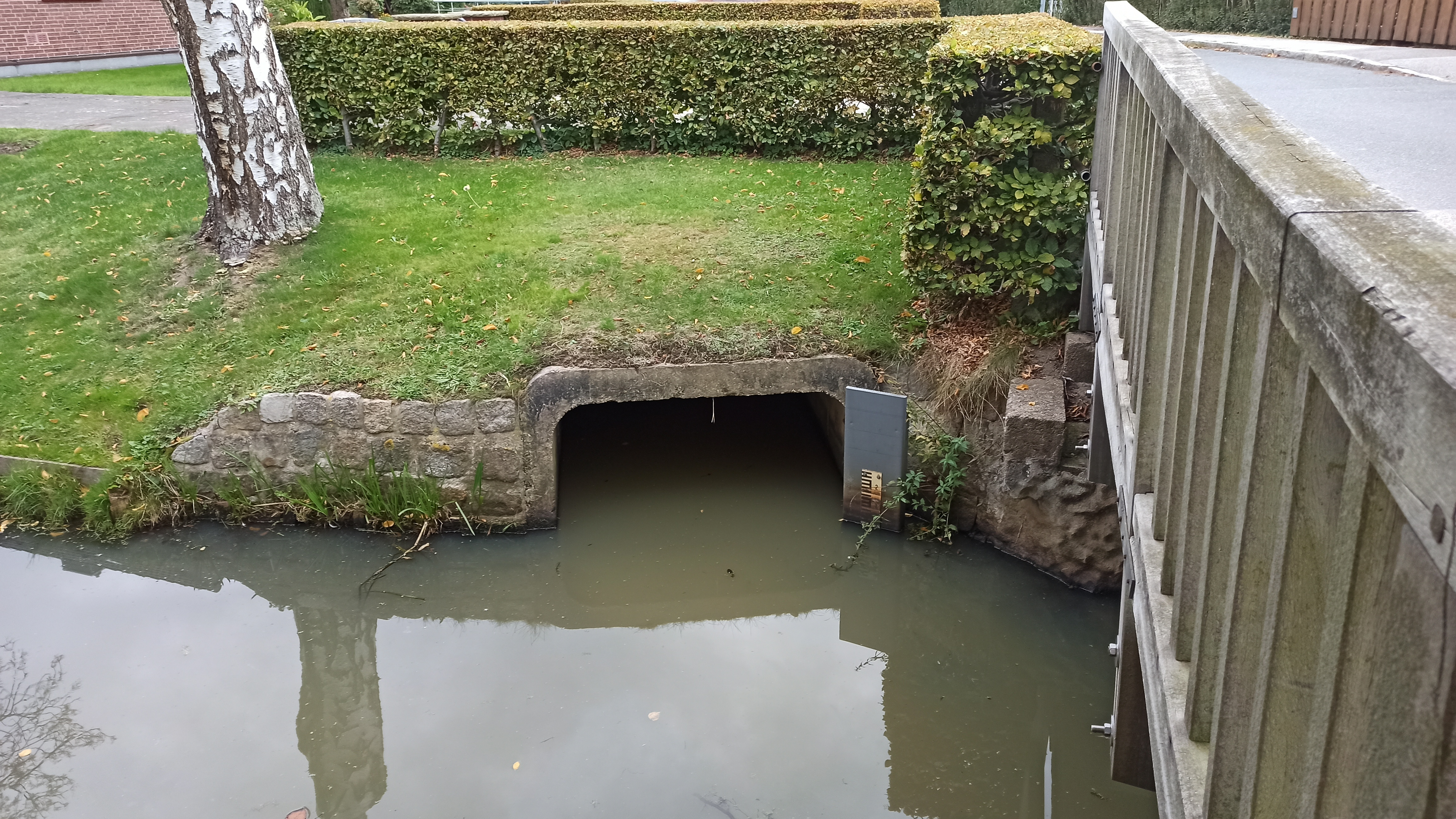
Schönenfelder Wettern fließt in die Mühlenwettern

Sie beginnt aus einem Teich an der Straßenecke Keindorffstraße und der Wittestraße. Nach der Krieterstraße zweigt der Graben Bahnhofsviertel ab. Sie unterfließt den Maximilian-Kobe-Weg, den Siedenfelder Weg, Im Schönenfelde, Dorfanger und wieder den Siedenfelder Weg, bevor sie am Rethweg in die Mühlenwettern fließt.